# المركز الفلسطيني للبحوث والتنمية الزراعية
المركز الفلسطيني للبحوث والتنمية الزراعية ويعرف أيضاً المركز الوطني الفلسطيني للبحوث الزراعية (بالإنجليزية: Palestinian Center for Agricultural Research)، هو منظمة اهلية غير حكومية وغير ربحية، تأسس عام 2009، برقم تسجيل من وزارة الداخلية الفلسطينية، يقع مقره العام في مدينة نابلس بالضفة الغربية.

## الوصف
- يقتصر دور المركز الفلسطيني للبحوث والتنمية الزراعية على البحث والتقييم والتعلم، وهو مؤسسة مستقلة ماليًا وإداريًا.[4]

يتم توفير الدعم الفني في المركز من قبل خبراء زراعيين منتخبين ديمقراطياً مكرسين للتنمية الزراعية حيث أنهم متخصصون في الجوانب التالية:
- إنتاج زيت الزيتون، تكنولوجيا معاصر الزيتون، تعبئة زيت الزيتون وتخزينه.

- التغذية وتجهيز الأغذية، وتقنيات الري.

- الإنتاج الحيواني والنباتي وتجهيز الأغذية المرتبطة به.

- الزراعة المحمية والمشاتل الزراعية، وحماية النبات.

- الأمراض المشتركة بين الإنسان والحيوان.

- الزراعة والتخطيط العمراني.

## الأهداف
- المساهمة في تطوير القطاع الزراعي الفلسطيني والإرتقاء به وفق إطار الزراعة المستدامة.[6]

- إجراء البحوث والدراسات الزراعية الانتقائية، الحيوانية والنباتية.

- العمل على تخفيف حدة الضائقة الإجتماعية والإقتصادية للمزارعين وزيادة دخل المزارعين من خلال تنمية القدرات الفنية وتوفير الأرشاد الزراعي.[7]

- المساعدة في تنفيذ المشاريع الزراعية الطارئة والتنموية.

- المساعدة في نقل التكنولوجيا بين مراكز ومؤسسات البحث المحلية والأجنبية.[8]

- المساعدة في تنظيم وعقد الدورات التدريبية المتقدمة للمرشدين والخريجين الجدد.

- تعزيز المشاركة النوعية للمرأة الفلسطينية في الزراعة.

- المشاركة في إصدار النشرات والكتيبات الإرشادية المتعلقة بالمواضيع والممارسات الزراعية الملحة.[9]